# Crotonogyne impedita
Crotonogyne impedita är en törelväxtart som beskrevs av David Prain. Crotonogyne impedita ingår i släktet Crotonogyne och familjen törelväxter. IUCN kategoriserar arten globalt som akut hotad.
Artens utbredningsområde är Kamerun. Inga underarter finns listade i Catalogue of Life.